# Ronalda Pierce
Ronalda Pierce (23 de febrero de 1985-8 de junio de 2004) fue una baloncestista de la Universidad Estatal de Florida que murió a causa de un aneurisma de aorta. Era estudiante de secundaria y probable candidata a la Women's National Basketball Association en 2007.
En la mañana del martes 8 de junio su compañera de cuarto la encontró en la cama con dificultad para respirar y no pudo despertarla. Los paramédicos la trasladaron al Hospital Memorial de Tallahassee, donde murió horas más tarde.
Pierce medía 1.96 metros de altura. Su familia tiene antecedentes de enfermedades cardíacas y cerebrales. Se cree que su aneurisma, localizada en la aorta, fue el resultado de un desorden genético llamado Síndrome de Marfan Pierce tenía 19 años de edad cuando falleció.